# Ctenus inazensis
Ctenus inazensis är en spindelart som beskrevs av Embrik Strand 1909. 
Ctenus inazensis ingår i släktet Ctenus och familjen Ctenidae. Artens utbredningsområde är Ecuador. Inga underarter finns listade i Catalogue of Life.